# 595 до н. е.

## Події
- Початок правління фараона XXVI (Саїської) династії Псамметіха II.
- Останній цар Урарту Руса IV сходить на трон.